# رها بحرینی
رها بحرینی یک حقوق‌دان و پژوهشگر ایرانی-کانادایی ساکن لندن است که در بخش ایران سازمان عفو بین‌الملل مشغول کار است. بحرینی از جمله بنیان‌گذاران ایران آکادمیا، مؤسسهٔ آموزشی علوم انسانی و اجتماعی است.
رها بحرینی در مقطع کارشناسی در رشته مطالعات زنان و جنسیت در دانشگاه تورنتو تحصیل کرد و مدرک وکالتش را از دانشگاه یورک در تورنتو گرفت و کارشناسی ارشد خود را در رشته حقوق بشر از دانشگاه اسکس بریتانیا دریافت کرد.
او پیش از پیوستن به دبیرخانه سازمان عفو بین‌الملل به عنوان پژوهشگر ایران، در سازمان عفو بین‌الملل کانادا مشغول به کار بود و محقق ارشد واحد حقوق بشر در ایران در دانشگاه اسکس بود که در آن به کار گزارشگر ویژه سازمان ملل در زمینه حقوق بشر در ایران کمک می‌کرد. کار تحقیقی و حمایت بحرینی بر طیف گسترده‌ای از مسائل حقوق بشر شامل مجازات اعدام، حقوق مدنی و سیاسی، حق سلامت، تبعیض علیه زنان و اقلیت‌ها، هویت جنسیتی و حقوق قومی جنسی و عدالت انتقالی متمرکز است.
او نهادهای حقوقی بین‌المللی را امکاناتی برای رسیدگی به موارد نقض فاحش و گستردهٔ حقوق بشر در گذشته می‌داند. به عقیدهٔ او، بهره‌گیری از این نهادها منحصر به دوران گذار از حکومت استبدادی به دموکراسی نیست.
رها بحرینی به عنوان کارشناس و پژوهشگر سازمان عفو بین‌الملل با رسانه‌های  فارسی زبان  خارج از کشور مصاحبه می‌کندو از او مقالات بسیاری در حوزهٔ حقوق بشر و حقوق بین‌الملل منتشر شده‌است.